# Del revés
Del revés (títol original en anglès: Inside Out) és una pel·lícula estatunidenca de comèdia animada en 3D, produïda per Pixar i distribuïda per Walt Disney Pictures. La pel·lícula està basada en una idea original de Pete Docter, qui dirigeix la pel·lícula amb el co-director Ronnie del Carmen i el productor Jonas Rivera.
La pel·lícula debutà el 18 de maig de 2015 al 68è Festival de Cinema de Canes, en una projecció fora de competició. També es projectà al Festival de Cinema de Los Angeles el 9 de juny del mateix any, en un avanç fora de competició, abans d'estrenar-se el 19 de juny als Estats Units.
Docter començà a desenvolupar Inside Out el 2009 després de notar canvis en la personalitat de la seva filla mentre creixia. Els productors de la pel·lícula consultaren diversos psicòlegs i neuròlegs, com Dacher Keltner de la Universitat de Califòrnia, Berkeley, que ajudà a revisar la història emfatitzant-ne els descobriments en neuropsicologia que indiquen que les emocions humanes es reflecteixen en les relacions interpersonals i poden ser significativament moderades per elles.
El 17 de juliol de 2015 va arribar a les cartelleres de Catalunya doblada al català.

## Argument
La jove Riley ha hagut de deixar la seva ciutat per instal·lar-se a San Francisco per la feina del seu pare. Intenta habituar-se a aquesta nova vida, guiada per les seves emocions: l'Alegría, la Por, l'Ira, el Fàstic i la Tristesa. És des del Quarter Cerebral, el centre de control de la ment de la Riley, que les emocions l'aconsellen en la vida de cada dia. Tanmateix, Tristesa i Alegría, discutint-se per un record, queden expulsades per accident del Quarter Cerebral, deixant la Riley entre l'actitud rebel de Fàstic i d'Ira i el comportament pessimista de Por. Tristesa i Alegría hauran de recórrer la immensitat de la ment de la Riley per salvar-la del caos mentre que els altres tres es deixen submergir per la discòrdia. Ira implanta una idea en la ment de la Riley: anar-se'n amb la targeta de crèdit de la seva mare i agafar un cotxe per tornar a Minnesota. Mentre executa el seu pla, Alegría i Tristesa aconsegueixen in extremis, i després de moltes peripècies, tornar al Quarter Cerebral per portar-hi l'equilibri entre la ment de la jove per tal que tot torni tal com era abans.

## Repartiment
| Personatge         | Veu en anglès (original) | Veu en català    |
| ------------------ | ------------------------ | ---------------- |
| Joia (Joy)         | Amy Poehler              | Isabel Valls     |
| Tristesa (Sadness) | Phyllis Smith            | Margarita Ponce  |
| Bing Bong          | Richard Kind             | Albert Mieza     |
| Por (Fear)         | Bill Hader               | Xavier Fernández |
| Ira (Anger)        | Lewis Black              | Jordi Royo       |
| Fàstic (Disgust)   | Mindy Kaling             | Mar Nicolás      |
| Riley              | Kaitlyn Dias             | Belén Barenys    |
| Mare               | Diane Lane               | Esther Solans    |
| Pare               | Kyle MacLachlan          | José Posada      |
| Riley petita       | Mary Gibbs               | Celia Sol        |

## Producció

### Desenvolupament
Quan era un nen, la família del director Pete Docter es va traslladar a Dinamarca perquè el seu pare pogués estudiar la música de Carl Nielsen. Mentre les seves germanes s'adaptaven fàcilment al nou entorn, Docter sentia que els companys el jutjaven constantment. Mentre altres nens estaven interessats en els esports, Docter estava assegut dibuixant sol, una afició que finalment el va portar a l'animació. La seva ansietat social va acabar a l'escola secundària.

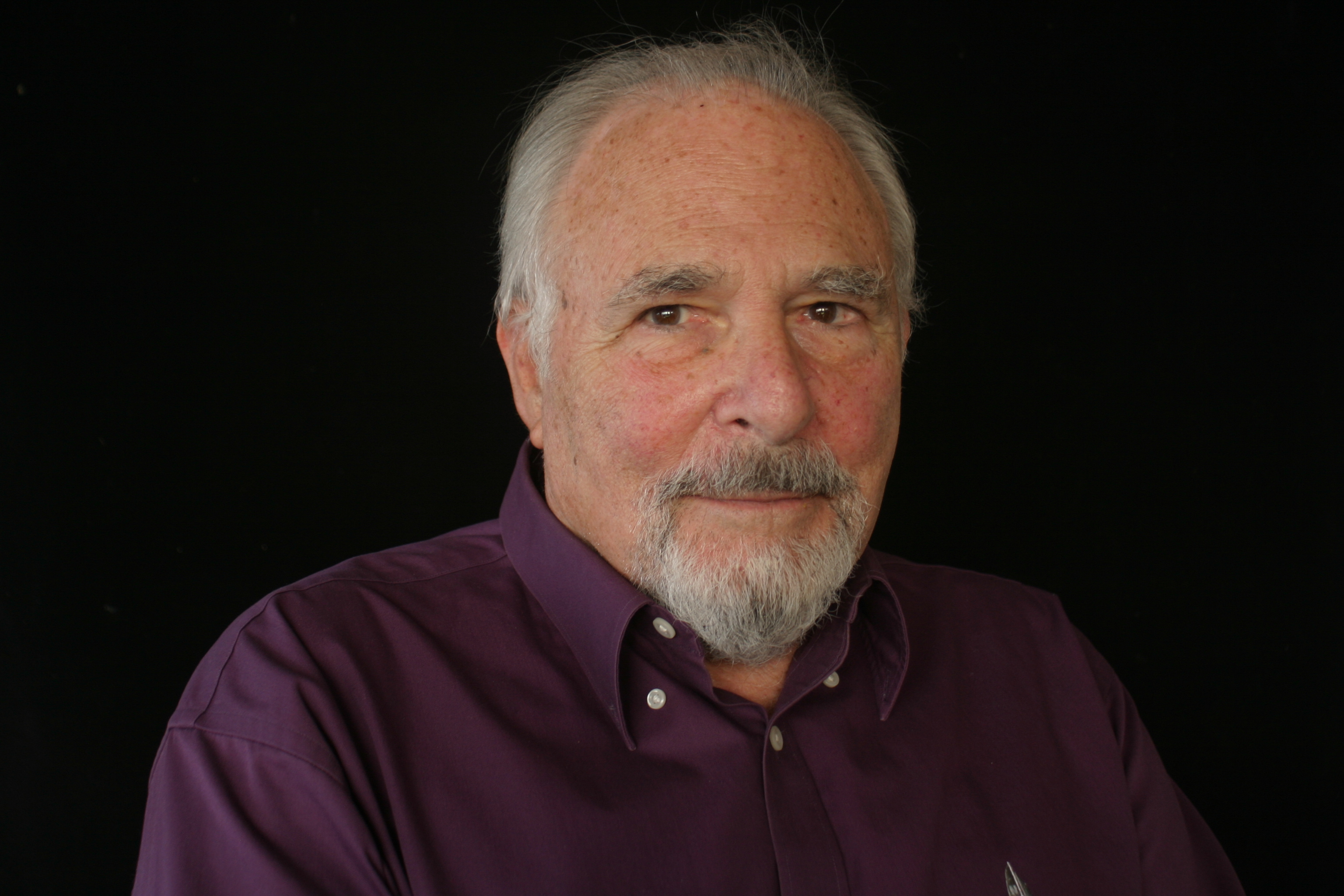
Paul Ekman va fer de consultor a la pel·lícula.

Docter va notar que la seva filla preadolescent, Elie, mostrava una timidesa similar. "Va començar a ser més tranquil·la i reservada, i això, francament, va provocar una gran quantitat de les meves pròpies inseguretats i pors ", va dir. Va imaginar el que passa a la ment humana quan apareixen les emocions. La idea de representar-ho a través de l'animació va emocionar Docter, que la va sentir la forma ideal per retratar "personalitats fortes, amb opinions, caricaturitzades". Va començar a buscar informació sobre la ment, al costat de Jonas Rivera, productor, i Ronnie del Carmen, director secundari. Van consultar a Paul Ekman, un psicòleg conegut que estudia emocions, i a Dacher Keltner, professor de psicologia a la Universitat de Califòrnia a Berkeley. A principis de la seva carrera, Ekman havia identificat sis emocions bàsiques: ira, por, tristesa, fàstic, alegria i sorpresa. Docter va trobar que la sorpresa i la por eren massa similars, cosa que li va deixar cinc emocions per crear personatges. Es van considerar altres emocions per a la seva inclusió durant el procés de desenvolupament. Keltner es va centrar en que la tristesa fos una emoció que enforteix les relacions. Tots dos van destacar com les emocions organitzen la vida social i l'estructuració de les interaccions interpersonals.
L'èxit reeixit de Docter amb Up (2009) va animar els de Pixar a permetre a Docter crear una altra pel·lícula amb una història més sofisticada. "Del revés" és la primera pel·lícula de Pixar sense aportacions del cofundador i exdirector general d'Apple, Steve Jobs, que va morir el 2011. A més, la pel·lícula no tenia tantes aportació del director creatiu John Lasseter, que es va centrar en la reestructuració de Walt Disney Animation Studios a Burbank en el moment de la seva producció. Els executius de Disney i Pixar eren favorables a la proposta de fer "Del revés", però reconeixien que seria difícil comercialitzar-la.

### Història
Docter va reclutar un equip per ajudar a desenvolupar la trama de la pel·lícula. Tot i que l’animació com a indústria havia estat dominada per homes, la meitat de la tripulació de la història eren dones, en un intent de tenir aportacions més diverses. L'elecció de centrar la pel·lícula en una noia va provenir d’una investigació que afirmava que les dones d’entre 11 i 17 anys estaven més en sintonia amb les expressions i les emocions que altres. La idea de fer Riley jugar a hoquei va venir de Del Carmen, que va observar que l'esport és molt popular a Minnesota. Les idees inicials de la pel·lícula eren que el personatge principal, Riley, caigués en una profunda depressió; més tard Docter va considerar que eren inadequades i les va desfer, tot i que a la pel·lícula final Riley sí que s'enfonsa en una depressió.
L'equip de la història va intentar crear tant contrast entre els personatges com fos possible. Van trobar a Joia el personatge més complex per escriure, ja que il·lustra una àmplia gamma de "sentiments feliços". Després de diverses projeccions van arribar al concepte de traslladar-se a un nou lloc, que va crear un conflicte extern que facilitava la redacció de la història. Inicialment, aquesta crisi s'havia d'organitzar en un certamen del Dia d'acció de gràcies, en el qual Riley esperava ser elegida pel seu paper principal, el gall d'indi. Posteriorment, Docter va considerar aquesta idea massa "estranya" i la va substituir.
Docter va estimar que la pel·lícula va trigar quatre anys a desenvolupar-se per aconseguir l'èxit en encaixar l'arquitectura de la ment de Riley i els seus problemes personals. El concepte d'"illes de personalitat" va ajudar a desenvolupar les apostes emocionals de la pel·lícula, ja que afecten directament els esdeveniments de la seva ment i de la seva vida. En un esborrany, els personatges van caure a "Camps d'idees", on "cultivarien noves idees", de la mateixa manera que cultivaria un conreu. El personatge de Bing Bong, un vell amic imaginari descartat —va aparèixer en un esborrany de la pel·lícula com a part d’un camp de refugiats dins la ment de Riley. Era difícil aconseguir el to correcte de la pel·lícula; per exemple, els espectadors no es podrien distreure amb la naturalesa de Joia ni sentir-se negatius pel desordre que ella ajuda a dirigir Riley. Rivera va acreditar el càsting a Amy Poehler, a més de la idea de moure’s, per ajudar la pel·lícula a trobar el to adequat.
Una primera versió de la pel·lícula se centrava en que Joia i Por es perdessin juntes, ja que semblava l’opció més divertida. Al juliol de 2012, el projecte estava previst per a una projecció d’avaluació amb altres cineastes de Pixar. A poc a poc, Docter va començar a sentir que la història no funcionava, cosa que li va fer pensar que podria ser acomiadat. Va fer una llarga caminada un diumenge, on va començar a considerar-se un fracàs i que havia de renunciar a la pel·lícula. Mentre cavil·lava sobre el que trobaria a faltar sobre Pixar, va concloure que trobaria a faltar sobretot els seus companys de feina i amics. Aviat va assolir un gran avenç: que les emocions estan destinades a connectar les persones i que les relacions són les coses més importants de la vida. Va decidir substituir la por per la tristesa, que considerava crucial per a la renovació. Aquella nit es va reunir amb Rivera i Del Carmen per explicar el seu canvi de plans i, per a la seva sorpresa, van reaccionar positivament. A la projecció, va informar els seus superiors que els nous plans per a la pel·lícula estaven en ordre. Tot i que va ser un "moment aterrador", la pel·lícula va continuar en producció.
El guionista Michael Arndt va treballar inicialment durant un any en el guió de la pel·lícula, anomenant-la "una idea brillantment creativa però també increïblement desafiant", però va deixar el projecte a principis del 2011 i va afegir que "coneixent el procés Pixar, potser no quedi una sola paraula [de les que vaig escriure] al guió final. Han tingut escriptors treballant-hi des de llavors". Josh Cooley i Meg LeFauve van ser acreditats com a coescriptors del guió després de les seves contribucions durant la reescriptura. Com Docter, Cooley i LeFauve van incloure experiències amb la criança dels seus propis fills al guió. Cooley va dir: "Vam tractar les emocions com a pares per a Riley i, com que tots els que som a la sala d'escriptura som nosaltres mateixos pares, només vam reflexionar sobre les nostres pròpies experiències com a pares per crear els personatges." Tot i que a la seva sortida, Arndt va rebre un crèdit "Material de la història addicional". Simon Rich també va actuar com a escriptor a la pel·lícula.

### Animació
El disseny artístic de la pel·lícula està pensat per reflectir els musical de Broadway dels anys cinquanta. Docter va imaginar que, amb emocions per als personatges, podrien "impulsar el nivell de la caricatura tant en el disseny com en l'estil de moviment en graus [que no havien fet mai abans]". Amb aquest propòsit, van emular els animadors Tex Avery i Chuck Jones. Docter va informar als animadors supervisors Shawn Krause i Victor Navone perquè impulsessin la caricatura gràfica de cada personatge en lloc d'adherir-se al comportament rígid de cada model RenderMan. Una dels primers les escenes en què va treballar l'equip va ser l'escena del sopar, en què els espectadors canviaven ràpidament entre el món real i la seu central de la ment de la família.
n pensar com es representaria l'interior de la ment, els cineastes es van concentrar en la paraula "electroquímica"; Ralph Eggleston, el dissenyador de producció de la pel·lícula, va explicar: "Significava pensar les coses com a energètiques o basades en l'energia, excitables". Cada emoció té una "qualitat efervescent" brillant (particularment Joy), que era difícil d’animar, ja que es podia veure distreta. "Els personatges es creen amb aquesta energia perquè intentem representar com serien les emocions. Es fabriquen de partícules que realment es mouen. En lloc de ser pell i sòlid, és una col·lecció massiva d'energia", va remarcar Docter. L'equip va treballar durant vuit mesos en l'aura "brillant" de Joy, però estava disposat a eliminar-lo, ja que afectava el pressupost de la pel·lícula. Tanmateix, Lasseter va sol·licitar que s'apliqués a cada emoció. "Es podia escoltar el personal tècnic bàsic que tocava a terra i el pressupost caia pel terrat", va recordar Eggleston.
La pel·lícula es localitza per adaptar-se al públic internacional: a la versió japonesa, per exemple, Riley està disgustada pels pebrots verds, en lloc del bròquil (l'única pizza que ofereix la pizzeria local), per reflectir el fet que el bròquil és generalment menys indesitjable. als nens japonesos.

## Seqüela
El juny de 2015, quan se li va preguntar si hi havia plans per a una possible seqüela, Pete Docter va respondre: "En aquest moment no tinc cap idea de seqüela", i va afegir: "Mai diguis mai". El gener de 2016, Docter va afirmar que era possible una seqüela, i que ell i Pixar explorarien idees. En una entrevista del juliol de mil 2016, el president de Pixar Jim Morris va dir que, tot i que la demanda d'una seqüela era elevada, la companyia havia compromès els seus recursos amb diversos conceptes originals de pel·lícules i que en aquell moment no es preveien seqüeles de les altres pel·lícules de Pixar, inclosa Del revés.
En l'edició 2022 de l'Expo D23 es va anunciar una seqüela de la pel·lícula, anomenada Del revés 2 la qual es va estrenar el juny de 2024.

## Demanda
El juny de 2017, Denise Daniels, psicòloga infantil de Minnesota, va presentar una demanda contra Disney i Pixar per incompliment del contracte. Daniels havia estat treballant en un projecte creatiu, The Moodsters, amb un tema molt similar a Del revés, i havia discutit les perspectives d'una producció de televisió amb executius de Disney i Pixar, inclòs amb l'eventual director de la pel·lícula Pete Docter. Daniels va afirmar que havia presentat detalladament la seva idea de personatges "codificats per colors, antropomorfs" que representaven diferents tipus d'emocions, utilitzats com a eina d'aprenentatge dels nens per "entendre millor". Les discussions es van mantenir entre el 2006 i el 2009 i Daniels va argumentar que portaven un contracte implícit perquè la compensés si Disney utilitzava les idees. El gener de 2018, el jutge Philip Gutierrez va desestimar la seva demanda, que va dictaminar que, atès que Daniels havia fet públics materials relacionats amb el projecte en el moment de les converses, no hi havia motius per a un contracte implícit entre Disney i Daniels. Daniels va apel·lar a la Cort d'Apel·lació del Novè Circuit, que va confirmar la sentència del Tribunal de Districte al març del 2020 segons la qual la pel·lícula de Pixar no infringia els personatges de Daniels. La decisió va afirmar que la simple creació de personatges "codificats per colors" basats en les emocions no era suficient per tenir drets d'autor, sinó que hauria requerit que aquests personatges portessin elements de caracterització similars, tal com havien determinat anteriorment a DC Comics contra Towle el 2015.